# Lista över fornlämningar i Gotlands kommun (Fleringe)
Lista över fornlämningar i Gotlands kommun (Fleringe) är en förteckning av ett urval av de fornlämningar som finns i Fleringe i Gotlands kommun.
| Namn           | Lämningstyp                      | Tillkomsttid | Historisk indelning | Plats | Läge                 | ID-nr          | Bild                                      |
| -------------- | -------------------------------- | ------------ | ------------------- | ----- | -------------------- | -------------- | ----------------------------------------- |
| Fleringe 1:1   | Stensättning                     |              | Fleringe, Gotland   |       | 57.873211, 18.877603 | 10091600010001 | Ladda upp en bild av detta fornminne      |
| Fleringe 1:2   | Stensättning                     |              | Fleringe, Gotland   |       | 57.873238, 18.878634 | 10091600010002 | Ladda upp en bild av detta fornminne      |
| Fleringe 2:1   | Röse                             |              | Fleringe, Gotland   |       | 57.882371, 18.878639 | 10091600020001 | Ladda upp en bild av detta fornminne      |
| Fleringe 3:1   | Röse                             |              | Fleringe, Gotland   |       | 57.887893, 18.880210 | 10091600030001 | Ladda upp en bild av detta fornminne      |
| Fleringe 4:1   | Stensättning                     |              | Fleringe, Gotland   |       | 57.888457, 18.884215 | 10091600040001 | Ladda upp en bild av detta fornminne      |
| Fleringe 5:1   | Gravfält                         |              | Fleringe, Gotland   |       | 57.873176, 18.881227 | 10091600050001 | Ladda upp en bild av detta fornminne      |
| Fleringe 6:1   | Stensättning                     |              | Fleringe, Gotland   |       | 57.867179, 18.876221 | 10091600060001 | Ladda upp en bild av detta fornminne      |
| Fleringe 6:2   | Stensättning                     |              | Fleringe, Gotland   |       | 57.867196, 18.876566 | 10091600060002 | Ladda upp en bild av detta fornminne      |
| Fleringe 6:3   | Stensättning                     |              | Fleringe, Gotland   |       | 57.867067, 18.876680 | 10091600060003 | Ladda upp en bild av detta fornminne      |
| Fleringe 6:4   | Stensättning                     |              | Fleringe, Gotland   |       | 57.867033, 18.877039 | 10091600060004 | Ladda upp en bild av detta fornminne      |
| Fleringe 6:5   | Husgrund, förhistorisk/medeltida |              | Fleringe, Gotland   |       | 57.867032, 18.877621 | 10091600060005 | Ladda upp en bild av detta fornminne      |
| Fleringe 7:1   | Stensättning                     |              | Fleringe, Gotland   |       | 57.863205, 18.862602 | 10091600070001 | Ladda upp en bild av detta fornminne      |
| Fleringe 7:2   | Stensättning                     |              | Fleringe, Gotland   |       | 57.863357, 18.863108 | 10091600070002 | Ladda upp en bild av detta fornminne      |
| Fleringe 7:4   | Stensättning                     |              | Fleringe, Gotland   |       | 57.863617, 18.864066 | 10091600070004 | Ladda upp en bild av detta fornminne      |
| Fleringe 8:1   | Stensättning                     |              | Fleringe, Gotland   |       | 57.862740, 18.859311 | 10091600080001 | Ladda upp en bild av detta fornminne      |
| Fleringe 8:2   | Stensättning                     |              | Fleringe, Gotland   |       | 57.862681, 18.859539 | 10091600080002 | Ladda upp en bild av detta fornminne      |
| Fleringe 9:1   | Gravfält                         |              | Fleringe, Gotland   |       | 57.861339, 18.855537 | 10091600090001 | Ladda upp en bild av detta fornminne      |
| Fleringe 10:1  | Stensättning                     |              | Fleringe, Gotland   |       | 57.874965, 18.877725 | 10091600100001 | Ladda upp en bild av detta fornminne      |
| Fleringe 11:1  | Hällristning                     |              | Fleringe, Gotland   |       | 57.876836, 18.846889 | 11100000000449 | Ladda upp en bild av detta fornminne      |
| Fleringe 11:2  | Hällristning                     |              | Fleringe, Gotland   |       | 57.876668, 18.847311 | 11100000000450 | Ladda upp en bild av detta fornminne      |
| Fleringe 11:3  | Hällristning                     |              | Fleringe, Gotland   |       | 57.876371, 18.847617 | 11100000000451 | Ladda upp en bild av detta fornminne      |
| Fleringe 12:1  | Gravfält                         |              | Fleringe, Gotland   |       | 57.876073, 18.839472 | 10091600120001 | Ladda upp en bild av detta fornminne      |
| Fleringe 14:1  | Stensättning                     |              | Fleringe, Gotland   |       | 57.858055, 18.870640 | 10091600140001 | Ladda upp en bild av detta fornminne      |
| Fleringe 15:1  | Husgrund, förhistorisk/medeltida |              | Fleringe, Gotland   |       | 57.851911, 18.864364 | 10091600150001 | Ladda upp en bild av detta fornminne      |
| Fleringe 16:1  | Husgrund, förhistorisk/medeltida |              | Fleringe, Gotland   |       | 57.849892, 18.863025 | 10091600160001 | Ladda upp en bild av detta fornminne      |
| Fleringe 17:1  | Stensättning                     |              | Fleringe, Gotland   |       | 57.847103, 18.860752 | 10091600170001 | Ladda upp en bild av detta fornminne      |
| Fleringe 17:2  | Stensättning                     |              | Fleringe, Gotland   |       | 57.846959, 18.861020 | 10091600170002 | Ladda upp en bild av detta fornminne      |
| Fleringe 20:1  | Hällristning                     |              | Fleringe, Gotland   |       | 57.854719, 18.882894 | 11100000000452 | Ladda upp en bild av detta fornminne      |
| Fleringe 20:2  | Hällristning                     |              | Fleringe, Gotland   |       | 57.854749, 18.882675 | 11100000000453 | Ladda upp en bild av detta fornminne      |
| Fleringe 20:3  | Hällristning                     |              | Fleringe, Gotland   |       | 57.854739, 18.882387 | 11100000000454 | Ladda upp en bild av detta fornminne      |
| Fleringe 21:1  | Stensättning                     |              | Fleringe, Gotland   |       | 57.858585, 18.889768 | 10091600210001 | Ladda upp en bild av detta fornminne      |
| Fleringe 21:2  | Stensättning                     |              | Fleringe, Gotland   |       | 57.858384, 18.889975 | 10091600210002 | Ladda upp en bild av detta fornminne      |
| Fleringe 21:3  | Stensättning                     |              | Fleringe, Gotland   |       | 57.858433, 18.889620 | 10091600210003 | Ladda upp en bild av detta fornminne      |
| Fleringe 21:4  | Stensättning                     |              | Fleringe, Gotland   |       | 57.858612, 18.889456 | 10091600210004 | Ladda upp en bild av detta fornminne      |
| Fleringe 21:5  | Stensättning                     |              | Fleringe, Gotland   |       | 57.858558, 18.888901 | 10091600210005 | Ladda upp en bild av detta fornminne      |
| Fleringe 21:6  | Stensättning                     |              | Fleringe, Gotland   |       | 57.858572, 18.888604 | 10091600210006 | Ladda upp en bild av detta fornminne      |
| Fleringe 23:1  | Stenkammargrav                   |              | Fleringe, Gotland   |       | 57.869925, 18.892132 | 10091600230001 | Ladda upp en bild av detta fornminne      |
| Fleringe 23:2  | Stensättning                     |              | Fleringe, Gotland   |       | 57.869772, 18.892076 | 10091600230002 | Ladda upp en bild av detta fornminne      |
| Fleringe 23:3  | Stensättning                     |              | Fleringe, Gotland   |       | 57.869452, 18.892234 | 10091600230003 | Ladda upp en bild av detta fornminne      |
| Fleringe 25:1  | Stensättning                     |              | Fleringe, Gotland   |       | 57.883115, 18.899500 | 10091600250001 | Ladda upp en bild av detta fornminne      |
| Fleringe 26:1  | Stensättning                     |              | Fleringe, Gotland   |       | 57.886760, 18.896291 | 10091600260001 | Ladda upp en bild av detta fornminne      |
| Fleringe 29:1  | Röse                             |              | Fleringe, Gotland   |       | 57.906487, 18.967312 | 10091600290001 | Ladda upp en bild av detta fornminne      |
| Fleringe 29:3  | Stenkrets                        |              | Fleringe, Gotland   |       | 57.906224, 18.967360 | 10091600290003 | Ladda upp en bild av detta fornminne      |
| Fleringe 29:4  | Gravfält                         |              | Fleringe, Gotland   |       | 57.906862, 18.966727 | 10091600290004 | Ladda upp en bild av detta fornminne      |
| Fleringe 30:1  | Stensättning                     |              | Fleringe, Gotland   |       | 57.903746, 18.968392 | 10091600300001 | Ladda upp en bild av detta fornminne      |
| Fleringe 30:2  | Stensättning                     |              | Fleringe, Gotland   |       | 57.903641, 18.968383 | 10091600300002 | Ladda upp en bild av detta fornminne      |
| Fleringe 31:1  | Husgrund, förhistorisk/medeltida |              | Fleringe, Gotland   |       | 57.894652, 18.972328 | 10091600310001 | Ladda upp en bild av detta fornminne      |
| Fleringe 32:1  | Röse                             |              | Fleringe, Gotland   |       | 57.893406, 18.970947 | 10091600320001 | Ladda upp en bild av detta fornminne      |
| Fleringe 32:2  | Stensättning                     |              | Fleringe, Gotland   |       | 57.893260, 18.970888 | 10091600320002 | Ladda upp en bild av detta fornminne      |
| Fleringe 33:1  | Gravfält                         |              | Fleringe, Gotland   |       | 57.905873, 18.964728 | 10091600330001 | Ladda upp en bild av detta fornminne      |
| Fleringe 34:1  | Stensättning                     |              | Fleringe, Gotland   |       | 57.890391, 18.979844 | 10091600340001 | Ladda upp en bild av detta fornminne      |
| Fleringe 35:1  | Stensättning                     |              | Fleringe, Gotland   |       | 57.888283, 18.978517 | 10091600350001 | Ladda upp en bild av detta fornminne      |
| Fleringe 35:2  | Stensättning                     |              | Fleringe, Gotland   |       | 57.888175, 18.978453 | 10091600350002 | Ladda upp en bild av detta fornminne      |
| Fleringe 36:1  | Röse                             |              | Fleringe, Gotland   |       | 57.905138, 18.999891 | 10091600360001 | Ladda upp en bild av detta fornminne      |
| Fleringe 38:2  | Stensättning                     |              | Fleringe, Gotland   |       | 57.881307, 18.877329 | 10091600380002 | Ladda upp en bild av detta fornminne      |
| Fleringe 38:3  | Stensättning                     |              | Fleringe, Gotland   |       | 57.881257, 18.877204 | 10091600380003 | Ladda upp en bild av detta fornminne      |
| Fleringe 39:1  | Stensättning                     |              | Fleringe, Gotland   |       | 57.876815, 18.885588 | 10091600390001 | Ladda upp en bild av detta fornminne      |
| Fleringe 39:2  | Stensättning                     |              | Fleringe, Gotland   |       | 57.876931, 18.886053 | 10091600390002 | Ladda upp en bild av detta fornminne      |
| Fleringe 39:3  | Stensättning                     |              | Fleringe, Gotland   |       | 57.876827, 18.886090 | 10091600390003 | Ladda upp en bild av detta fornminne      |
| Fleringe 40:1  | Begravningsplats                 |              | Fleringe, Gotland   |       | 57.898923, 19.019902 | 10091600400001 | Ladda upp en bild av detta fornminne      |
| Fleringe 41:1  | Gravfält                         |              | Fleringe, Gotland   |       | 57.895338, 18.983189 | 10091600410001 | Ladda upp en bild av detta fornminne      |
| Fleringe 42:1  | Hällristning                     |              | Fleringe, Gotland   |       | 57.894387, 18.994848 | 11100000000465 | Ladda upp en bild av detta fornminne      |
| Fleringe 42:2  | Hällristning                     |              | Fleringe, Gotland   |       | 57.894462, 18.995110 | 11100000000466 | Ladda upp en bild av detta fornminne      |
| Fleringe 43:1  | Röse                             |              | Fleringe, Gotland   |       | 57.906576, 18.838876 | 10091600430001 | Ladda upp en bild av detta fornminne      |
| Fleringe 44:1  | Stensättning                     |              | Fleringe, Gotland   |       | 57.886660, 18.984231 | 10091600440001 | Ladda upp en bild av detta fornminne      |
| Fleringe 45:1  | Hällristning                     |              | Fleringe, Gotland   |       | 57.890357, 18.983250 | 11100000000467 | Ladda upp en bild av detta fornminne      |
| Fleringe 46:1  | Stensättning                     |              | Fleringe, Gotland   |       | 57.890449, 18.985107 | 10091600460001 | Ladda upp en bild av detta fornminne      |
| Fleringe 53:1  | Gravfält                         |              | Fleringe, Gotland   |       | 57.864685, 18.858716 | 10091600530001 | Ladda upp en bild av detta fornminne      |
| Fleringe 55:1  | Stensättning                     |              | Fleringe, Gotland   |       | 57.872577, 18.876471 | 10091600550001 | Ladda upp en bild av detta fornminne      |
| Fleringe 56:1  | Hällristning                     |              | Fleringe, Gotland   |       | 57.888029, 18.891913 | 10091600560001 | Ladda upp en bild av detta fornminne      |
| Fleringe 61:1  | Stensättning                     |              | Fleringe, Gotland   |       | 57.897897, 19.021490 | 10091600610001 | Ladda upp en bild av detta fornminne      |
| Fleringe 62:1  | Röse                             |              | Fleringe, Gotland   |       | 57.880698, 18.886995 | 10091600620001 | Ladda upp en bild av detta fornminne      |
| Fleringe 64:1  | Stensättning                     |              | Fleringe, Gotland   |       | 57.882885, 18.879260 | 10091600640001 | Ladda upp en bild av detta fornminne      |
| Fleringe 64:2  | Stensättning                     |              | Fleringe, Gotland   |       | 57.882800, 18.879191 | 10091600640002 | Ladda upp en bild av detta fornminne      |
| Fleringe 65:1  | Röse                             |              | Fleringe, Gotland   |       | 57.882384, 18.888332 | 10091600650001 | Ladda upp en bild av detta fornminne      |
| Fleringe 66:1  | Hällristning                     |              | Fleringe, Gotland   |       | 57.909723, 18.962633 | 10091600660001 | Ladda upp en bild av detta fornminne      |
| Fleringe 75:1  | Gravfält                         |              | Fleringe, Gotland   |       | 57.897601, 19.020518 | 10091600750001 | Ladda upp en bild av detta fornminne      |
| Fleringe 77:1  | Husgrund, förhistorisk/medeltida |              | Fleringe, Gotland   |       | 57.869496, 18.890128 | 10091600770001 | Ladda upp en bild av detta fornminne      |
| Fleringe 77:2  | Husgrund, förhistorisk/medeltida |              | Fleringe, Gotland   |       | 57.869181, 18.889696 | 10091600770002 | Ladda upp en bild av detta fornminne      |
| Fleringe 80:1  | Röse                             |              | Fleringe, Gotland   |       | 57.868873, 18.880470 | 10091600800001 | Ladda upp en bild av detta fornminne      |
| Fleringe 81:1  | Stensättning                     |              | Fleringe, Gotland   |       | 57.867717, 18.845249 | 10091600810001 | Ladda upp en bild av detta fornminne      |
| Fleringe 82:1  | Röse                             |              | Fleringe, Gotland   |       | 57.883761, 18.880150 | 10091600820001 | Ladda upp en bild av detta fornminne      |
| Fleringe 83:1  | Runristning                      |              | Fleringe, Gotland   |       | 57.869643, 18.876947 | 10091600830001 | Ladda upp en bild av detta fornminne      |
| Fleringe 84:1  | Stensättning                     |              | Fleringe, Gotland   |       | 57.872850, 18.842407 | 10091600840001 | Ladda upp en bild av detta fornminne      |
| Fleringe 86:1  | Stenkrets                        |              | Fleringe, Gotland   |       | 57.896721, 18.980595 | 10091600860001 | Ladda upp en bild av detta fornminne      |
| Fleringe 86:2  | Stensättning                     |              | Fleringe, Gotland   |       | 57.896751, 18.980447 | 10091600860002 | Ladda upp en bild av detta fornminne      |
| Fleringe 87:1  | Stensättning                     |              | Fleringe, Gotland   |       | 57.859277, 18.852336 | 10091600870001 | Ladda upp en bild av detta fornminne      |
| Fleringe 88:1  | Röse                             |              | Fleringe, Gotland   |       | 57.858367, 18.849913 | 10091600880001 | Ladda upp en bild av detta fornminne      |
| Fleringe 89:1  | Gravfält                         |              | Fleringe, Gotland   |       | 57.873712, 18.840636 | 10091600890001 | Ladda upp en bild av detta fornminne      |
| Fleringe 89:2  | Stensättning                     |              | Fleringe, Gotland   |       | 57.874106, 18.841425 | 10091600890002 | Ladda upp en bild av detta fornminne      |
| Fleringe 93:1  | Stensättning                     |              | Fleringe, Gotland   |       | 57.866540, 18.815318 | 10091600930001 | Ladda upp en bild av detta fornminne      |
| Fleringe 94:5  | Kalkugnsruin                     |              | Fleringe, Gotland   |       | 57.533883, 18.502232 | 10091600940005 | Ladda upp en till bild av detta fornminne |
| Fleringe 100:1 | Fästning/skans                   |              | Fleringe, Gotland   |       | 57.876874, 18.826347 | 10091601000001 | Ladda upp en bild av detta fornminne      |
| Fleringe 104:1 | Stensättning                     |              | Fleringe, Gotland   |       | 57.874531, 18.842090 | 10091601040001 | Ladda upp en bild av detta fornminne      |
| Fleringe 105:1 | Stensättning                     |              | Fleringe, Gotland   |       | 57.882030, 18.856501 | 10091601050001 | Ladda upp en bild av detta fornminne      |
| Fleringe 106:1 | Stensättning                     |              | Fleringe, Gotland   |       | 57.868826, 18.892313 | 10091601060001 | Ladda upp en bild av detta fornminne      |
| Fleringe 114:1 | Grav- och boplatsområde          |              | Fleringe, Gotland   |       | 57.892747, 18.982481 | 10091601140001 | Ladda upp en bild av detta fornminne      |
| Fleringe 116:1 | Röse                             |              | Fleringe, Gotland   |       | 57.894011, 18.971645 | 10091601160001 | Ladda upp en bild av detta fornminne      |
| Fleringe 310   | Husgrund, förhistorisk/medeltida |              | Fleringe, Gotland   |       | 57.907463, 18.899403 | 12000000097406 | Ladda upp en bild av detta fornminne      |
| Fleringe 345   | Stensättning                     |              | Fleringe, Gotland   |       | 57.852852, 18.855230 | 12000000097482 | Ladda upp en bild av detta fornminne      |